# تينا باي
تينا باي (بالنرويجية البوكمول: Tina Bay)‏ هي متزحلقة نرويجية، ولدت في 30 مايو 1973 في Odda ‏ في النرويج.

## وصلات خارجية
- تينا باي على موقع الاتحاد الدولي للتزلج (التزلج الريفي) (الإنجليزية)
- تينا باي على موقع أوليمبيديا (الإنجليزية)